# Gérardmer
Gérardmer (ʒeʁaʁme; tyska: Gerdsee eller äldre Geroldsee) är en stad och kommun i  departementet Vosges i regionen Grand Est i nordöstra Frankrike. Kommunen ligger i kantonen Gérardmer som tillhör arrondissementet Saint-Dié-des-Vosges. År 2022 hade Gérardmer 7 685 invånare.
Den är vänort med Le Locle i Schweiz.

## Sport
- Världsmästerskapen i orientering 1987 hölls här.[3]

## Kulturliv
Årliga skräckfilmsfestivalen Fantastic'Arts och fantasticfestivalen (Festival du Film Fantastique) hålls här sedan 1994.

## Befolkningsutveckling
Antalet invånare i kommunen Gérardmer
| Referens: INSEE |